# Union des historiens allemands
L'Union des historiens allemands, en allemand Verband der Historiker und Historikerinnen Deutschlands (VHD) ou Deutscher Historikerverband est – selon les dires de l'Union – la plus grande fédération d'historiens en Europe avec environ 2 900 membres. Elle représente l'Allemagne dans le Comité international des sciences historiques (CISH).
L'une de ses missions les plus importantes est l'organisation du Deutscher Historikertag en collaboration avec l'Union des professeurs d'histoires allemands (Verband der Geschichtslehrer Deutschlands). Le Deutscher Historikertag a lieu depuis 1893. Régulièrement, il se déroule tous les deux ans en coopération avec des universités allemandes alternantes : Halle en 2002, Kiel en 2004, Constance en 2006, Dresde en 2008, Berlin en 2010, Mayence en 2012, Göttingen en 2014. Le prochain Historikertag aura lieu a Hambourg, sous le thème directeur « Glaubensfragen » (« questions du foi ») ; le pays invité d'honneur sera l'Inde.
L'Union des historiens allemands est dirigé par un comité de vingt membres. À partir de 2016, la présidence est assurée par Eva Schlotheuber (en), une médiéviste spécialisée dans l'histoire du christianisme.